# Tiztoutine
Tiztoutine (en àrab تزطوطين, Tizṭūṭīn, en amazic ⵜⵉⵥⴹⵓⴹⵉⵏ) és una comuna rural de la província de Nador, a la regió de L'Oriental, al Marroc. Segons el cens de 2014 tenia una població total de 9.788 persones.